# Soția episcopului
Soția episcopului (titlu original: The Bishop's Wife, cunoscut și ca Cary and the Bishop's Wife) este un film de Crăciun american din 1947 regizat de Henry Koster. Rolurile principale au fost interpretate de actorii Cary Grant, Loretta Young și David Niven. Este bazat pe povestirea "The Bishop's Wife" (1928) de Robert Nathan.  În 1996 a fost refăcut ca The Preacher's Wife (Dragoste de înger).

## Prezentare
Un înger îl ajută pe un episcop să-și pună în ordine prioritățile.

## Distribuție
- Cary Grant ca Dudley
- Loretta Young ca Julia Brougham
- David Niven ca Episcopul Henry Brougham
- Monty Woolley ca Profesorul Wutheridge
- James Gleason ca Sylvester, un șofer de taxi simpat
- Gladys Cooper ca Mrs. Hamilton
- Elsa Lanchester ca Matilda, menajera familiei Brougham'
- Sara Haden ca Mildred Cassaway, secretara episcopului
- Karolyn Grimes ca Debby Brougham, o tânără fiică
- Tito Vuolo ca Maggenti
- Regis Toomey ca Mr. Miller
- Sarah Edwards ca  Mrs. Duffy
- Margaret McWade ca Miss Trumbull
- Anne O'Neal ca Mrs. Ward
- Ben Erway ca Mr. Perry
- Eugene Turner ca  dublură la patinaj pentru Cary Grant
- Bobby Anderson - Defence Captain
- Isabel Jewell ca mamă isterică

## Vezi și
- Dragoste de înger